# Carlos Palacios
Carlos Yovani Palacios (Balfate, 30 gennaio 1982) è un calciatore honduregno, difensore del Marathón.

## Caratteristiche tecniche
È un terzino sinistro.

## Carriera

### Club
Comincia a giocare nel Victoria. Nel 2007 si trasferisce al Real España. Nel 2010 viene acquistato dal Marathón. Nel 2012 passa alla Real Sociedad. Nel 2014 torna al Marathón.

### Nazionale
Ha debuttato in Nazionale il 28 giugno 2009, in Panama-Honduras (0-2). Ha partecipato, con la Nazionale, alla Gold Cup 2009. Ha collezionato in totale, con la maglia della Nazionale, 8 presenze.